# Anna Abaszydze
Anna Abaszydze (gruz. ანა აბაშიძე; ur. 1730, zm. 7 grudnia 1749 w Tbilisi) – księżniczka gruzińska, członek rodu Abaszydze, małżonka króla Kartlii i Kachetii Herakliusza II.

## Życiorys
Anna Abaszydze urodziła się w 1730 r. w jednym z czołowych rodów szlacheckich Królestwa Imeretii, w zachodniej Gruzji. Jej ojcem był Zaal Abaszydze, matka, nieznana z imienia, nosiła nazwisko Mcheidze. Miała dwóch braci. W 1745 r. poślubiła króla Kartlii i Kachetii Herakliusza II z dynastii Bagratydzów. Małżeństwo zostało zaaranżowane przez jego ciotkę Ane (Anuka) Batoniszwili mieszkającą w Kwiszcheti. Jej mężem był Wachuszti Abaszydze pochodzący z gałęzi Abaszydze, która przeniosła się z Imeretii do Kartlii. Ślub odbył się w jej domu, a następnie Anna wyjechała z mężem do Tbilisi. Mieli troje dzieci.

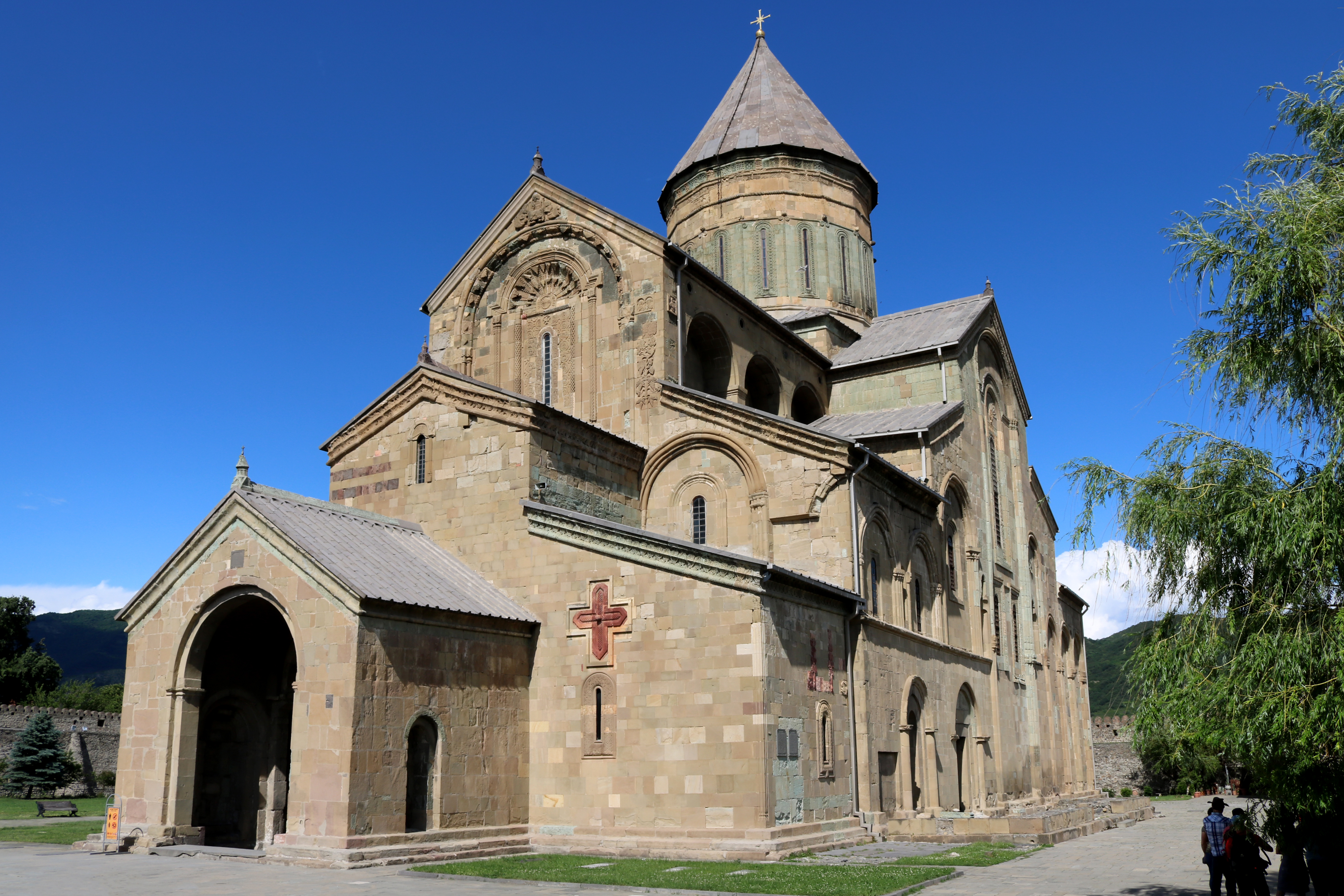
Sweti Cchoweli, Mccheta

Anna zmarła 7 grudnia 1749 r. w wieku 19 lat. Pochowana została w katedrze Sweti Cchoweli w Mcchecie, miejscu koronacji królów gruzińskich, a także miejscu ich pochówku. Na jej grobie wyryto napis: „Anna, córka Abaszydze, synowa króla Gruzji, namaszczonego Tejmuraza i patriarchy Kartlii, króla Kachetii” (gruz. ანნა, აბაშიძის ასული, ხოლო სძალი ქართველთა მეფისა, ცხებულის თეიმურაზისა და სატრფო ფერცხალი ირაკლი კახთა მეფისა).
Potomstwo:
- Jerzy XII (1746-1800), ostatni król Kartlii i Kachetii
- Tamara (1749-1789), poślubiła Dawida Orbelianiego
- córka nieznana z imienia, która zmarła w dzieciństwie.